# Clarksville (Nowy Jork)
Clarksville – miasto w Stanach Zjednoczonych, w stanie Nowy Jork, w hrabstwie Allegany.